# エストラジオール-6β-モノオキシゲナーゼ
エストラジオール-6β-モノオキシゲナーゼ（estradiol 6β-monooxygenase）は、ステロイドホルモン生合成酵素の一つで、次の化学反応を触媒する酸化還元酵素である。
エストラジオール-17β + 還元型受容体 + O2 {\displaystyle \rightleftharpoons } 6β-ヒドロキシエストラジオール-17β + 受容体 + H2O
この酵素の基質はエストラジオール-17β、還元型受容体とO2で、生成物は6β-ヒドロキシエストラジオール-17β、受容体とH2Oである。
この酵素は酸化還元酵素に属し、基質に特異的に作用する。酸素は酸化剤として還元されると同時に基質に取り込まれる。組織名はestradiol-17β,hydrogen-donor:oxygen oxidoreductase (6β-hydroxylating)で、別名にestradiol 6β-hydroxylaseがある。